# Provincia di Bergamo (Lombardo-Veneto)
La provincia di Bergamo era una provincia del Regno Lombardo-Veneto, istituita nel 1815 ed esistita dal 1816 al 1859.
Capoluogo era la città di Bergamo.

## Organi
Come tutte le province del Regno, anche Bergamo era guidata da un Regio Delegato di nomina imperiale, aiutato da un'Imperial Regia Delegazione Provinciale che si occupava dei vari settori dell'amministrazione pubblica. A rappresentare le classi agiate vi era una Congregazione Provinciale nominata dal Governo su proposta della Congregazione Centrale, e composta da tre nobili e tre possidenti della provincia, più un borghese del capoluogo e più il Regio Delegato che la presiedeva.

## Storia
La provincia fu creata nel 1816 all'atto della costituzione del Regno Lombardo-Veneto, succedendo al dipartimento del Serio di epoca napoleonica.

### Suddivisione amministrativa all'atto dell'istituzione (1816)
All'atto dell'istituzione, la provincia era divisa in 18 distretti:
- I di Bergamo[1]
  - Bergamo e Corpi Santi, Albegno, Almé, Azzano, Breno, Bruntino, Colognola, Curnasco, Gorle, Lallio, Mozzo, Orio, Ossanesga, Paladina, Pedrengo, Ponteranica con Rosciano, Ranica, Redona, Rosciate, Scano, Scanzo, Seriate, Sforzatica, Sorisole, Stezzano, Torre Boldone, Treviolo, Valtesse, Villa d'Almé, Villa di Serio.
- II di Zogno[2]
  - Blello; Bracca; Brembilla; Cà del Foglia; Catrimerio; Cornalba; Costa di Serina; Dossena; Endenna; Frerola e Pagliaro; Gerosa; Grumello dei Zanchi; Lepreno e Bagnello; Olera; Oltre il Colle; Piazza Martino; Piazzo Alto; Poscante; Rigosa e Sambusita; San Gallo; San Giovanni Bianco; San Pellegrino; San Pietro d'Orzio; Sedrina; Serina; Somendenna; Spino; Stabello; Tagliata; Taleggio; Truchel Bruga e Cornalta; Vedeseta; Zogno
- III di Trescore
- IV di Almenno San Salvatore
- V di Ponte San Pietro
- VI di Alzano Maggiore
- VII di Caprino
- VIII di Piazza[3]
  - Averara; Baresi; Bordogna; Branzi con Rivione Redorta; Cambrembo; Camerata e Cornello; Carona; Cassiglio; Cusio; Fondra; Foppolo; Lenna con Cultura Cantone e Pioda; Mezzoldo; Moio; Monaci con Cagnolo de Branzi; Olmo; Ornica; Piazza; Piazzatorre; Piazzolo; Ronco; Santa Brigida; Trabuchello; Valleve; Valnegra; Valtorta e Cinque Contrade
- IX di Sarnico
- X di Treviglio
  - Arzago, Brignano e altri
- XI di Martinengo
- XII di Romano
- XIII di Verdello
- XIV di Clusone
- XV di Gandino
- XVI di Lovere
- XVII di Breno
- XVIII di Edolo

### La riforma dei distretti del 1853
- I di Bergamo
- II di Bergamo
- III di Ponte San Pietro
- IV di Zogno
- V di Piazza
- VI di Gandino
- VII di Trescore
- VIII di Almenno San Salvatore
- IX di Caprino
- X di Romano
- XI di Treviglio
- XII di Sarnico
- XIII di Lovere
- XIV di Breno
- XV di Edolo
- XVI di Clusone

### Variazioni Amministrative
- 1818
  - Bondo con Barbata aggregato a Colzate
  - Cadelfoglia aggregato a Brembilla
  - Cambrembo aggregato a Valleve
  - Catremerio aggregato a Brembilla
  - Celanella aggregato a Caprino
  - Corpi Santi di Bergamo aggregato a Bergamo
  - Costa Volpino Superiore aggregato a Costa Volpino Inferiore
  - Fiobbio aggregato ad Albino
  - Lepreno aggregato a Serina
  - Monaci aggregato a Branzi
  - Monte di Nese aggregato a Poscante
  - Olera aggregato a Poscante
  - Piazza Martina aggregato a Poscante
  - Roncaglia aggregato a Torre de' Busi
  - Tagliata aggregato a Costa Serina
  - Truchel Bruga e Cornalta aggregato a Bracca
  - Valli di Saviore aggregato a Saviore
  - Zanelli aggregato a Torre de' Busi

### Passaggio al Regno di Sardegna (1859)
Nel 1859, in seguito alla seconda guerra d'indipendenza, la Pace di Zurigo dispose l'annessione della Lombardia (esclusa Mantova e gran parte della sua provincia) al Regno di Sardegna.
Il governo sardo emanò il Decreto Rattazzi, che ridisegnava la suddivisione amministrativa del regno. La provincia di Bergamo fu ridotta, con il ritorno della gran parte della Val Camonica alla provincia di Brescia, nella quale costituì il circondario di Breno.